# Schistostege dioszeghyi
Schistostege dioszeghyi là một loài bướm đêm trong họ Geometridae.